# Britt-Marie Sjöberg
Britt-Marie Kristina Sjöberg, född 1944, är en svensk molekylärbiolog. Hon disputerade 1973 vid Karolinska Institutet och är professor i molekylärbiologi vid Stockholms universitet. Hon blev ledamot av Vetenskapsakademien 1987.